# Linden, Indiana
Linden är en kommun (town) i Montgomery County i Indiana. Vid 2010 års folkräkning hade Linden 759 invånare.